# Teofan (Kim)
Teofan, imię świeckie Aleksiej Iłłarionowicz Kim (ur. 19 stycznia 1976 w Jużnosachalińsku) – biskup Rosyjskiego Kościoła Prawosławnego, z pochodzenia Koreańczyk. Pierwszy w historii biskup prawosławny tej narodowości.

## Życiorys
W 1997 ukończył studia na Moskiewskim Uniwersytecie Handlowym, w jego filii w Jużnosachalińsku. Dwa lata wcześniej przyjął chrzest; od tego momentu śpiewał w chórach cerkwi św. Innocentego Irkuckiego, a następnie soboru Zmartwychwstania Pańskiego w Jużnosachalińsku. 14 sierpnia 1997 złożył wieczyste śluby mnisze przed biskupem jużnosachalińskim i kurylskim Jonatanem, przyjmując imię Teofan na cześć św. Teofana Wyznawcy. Trzy dni później ten sam hierarcha wyświęcił go na hierodiakona, zaś 19 sierpnia – na hieromnicha. Do 1998 służył w soborze Zmartwychwstania Pańskiego w Jużnosachalińsku, był regentem miejscowego chóru i redaktorem gazety eparchialnej.
W 1998 podjął naukę w seminarium duchownym w Smoleńsku, łącząc ją ze służbą w soborze Zaśnięcia Matki Bożej w Smoleńsku. Po ukończeniu szkoły w 2000 został zaliczony w poczet duchowieństwa eparchii abakańskiej. W tym samym roku przeszedł za zgodą obydwu jurysdykcji do metropolii nowozelandzkiej Patriarchatu Konstantynopolitańskiego w celu sprawowania opieki duszpasterskiej nad rosyjskojęzycznymi wyznawcami prawosławia żyjącymi w Korei Południowej. W 2010 w trybie zaocznym ukończył wyższe studia teologiczne w Moskiewskiej Akademii Duchownej.
W październiku 2011 nominowany na pierwszego ordynariusza nowo powstałej eparchii kyzylskiej i tuwińskiej, przyjął chirotonię biskupią 30 października 2011 (pięć dni wcześniej otrzymał godność archimandryty). Ceremonia odbyła się w cerkwi Zaśnięcia Matki Bożej w Moskwie, w rejonie Strogino, z udziałem konsekratorów: patriarchy moskiewskiego i całej Rusi Cyryla, metropolitów koreańskiego Ambrożego (Patriarchat Konstantynopolitański), krutickiego i kołomieńskiego Juwenaliusza, sarańskiego i mordowskiego Warsonofiusza, arcybiskupów istrińskiego Arseniusza, abakańskiego i chakaskiego Jonatana, jegorjewskiego Marka, biskupów sołniecznogorskiego Sergiusza i woskriesieńskiego Sawy.
W 2006 został honorowym obywatelem Seulu. W 2017 r. podniesiony do godności arcybiskupa. W 2019 r. został ordynariuszem nowo powstałej eparchii koreańskiej (w Patriarszym Egzarchacie w Azji Południowo-Wschodniej), z tymczasowym zarządzaniem eparchią kyzylską i tuwińską.